# Monia Sjöström
Linda Monia Paulette Sjöström (folkbokförd Linda Monia Sjöström Zander), född Persson 21 december 1973 i Ballingslöv i Stoby församling, är en svensk dansbandssångerska som sjunger med dansbandet Grönwalls, som hon var med om att 1991 bilda och 1992 vinna svenska dansbandsmästerskapen med. Hon deltog även i den svenska Melodifestivalen 1997 med melodin "Nu i dag", som slutade på elfte plats.
I februari 1999 korades hon till "Sveriges bästa dansbandsröst" i dansbandstidningen "Får jag lov". Några månader senare samma år lämnade hon Grönwalls för att satsa på en solokarriär med de två countryinspirerade albumen Monia, inspelat i USA, och Söderns hjärtas ros, vilka båda tog sig in på den svenska albumlistan.
I mitten av 2004 återvände hon till Grönwalls, och 2006 tilldelades hon Guldklaven i kategorin "Årets sångerska" under Svenska dansbandsveckan i Malung.
Vid sidan om sången arbetar Monia Sjöström som frisörlärare.

## Diskografi

### Soloalbum
- 2000 - Monia
- 2003 - Söderns hjärtas ros

### Singlar
- 1997 - Nu i dag / Burnin' For You (gavs ut under namnet Grönwalls)
- 2003 - Rakt ut i natten / Den här sortens kärlek (gavs ut under namnet Monia)

### Fotnoter
1. ↑  ”Melodifestivalen 1997”. Poplight. 28 juli 1997. Arkiverad från originalet den 18 oktober 2014. https://archive.is/20141018172726/http://arkiv.poplight.se/melodifestivalen/1997. Läst 18 oktober 2014.
2. ↑  Birgitta Mattisson (21 december 2013). ”Monia känner ingen åldersnoja”. Kristianstadsbladet. Arkiverad från originalet den 24 oktober 2014. https://web.archive.org/web/20141024065346/http://www.kristianstadsbladet.se/familj/article2050725/Monia-kanner-ingen-aldersnoja.html. Läst 18 oktober 2014.
3. ↑  ”Monia”. Swedishcharts. http://swedishcharts.com/search.asp?cat=a&search=Monia. Läst 18 oktober 2014.
4. ↑  Michael Nystås (11 maj 2004). ”Monia gör årets mest välkomna comeback” (på svenska). Nöjesbladet. https://www.aftonbladet.se/nojesbladet/a/ddwBPA/monia-gor-arets-mest-valkomna-comeback. Läst 26 januari 2023.
5. ↑  ”Torgny Melins årets dansband”. Svenska Dagbladet. 17 juli 2006. http://www.svd.se/kultur/torgny-melins-arets-dansband_336760.svd. Läst 18 oktober 2014.